# 4916 Brumberg
4916 Brumberg је астероид главног астероидног појаса са средњом удаљеношћу од Сунца која износи 3,046 астрономских јединица (АЈ).
Апсолутна магнитуда астероида је 11,4.